# Soibada
Soibada è una cittadina esttimorense appartenente al distretto di Manatuto ed è la capitale dell'omonimo sottodistretto. Si trova a circa 52 km in linea d'aria a sud-ovest da Dili ed a circa 40 km a sud dalla capitale del distretto di appartenenza, Manatuto.

## Amministrazione

### Gemellaggi
- Pittwater Council (Australia)[4]